# Туймаада (стадион)
«Туйма́ада» — главный спортивный стадион Якутии, расположен в городе Якутске, на улице Лермонтова. Назван в честь долины в центральной Якутии, в которой расположен Якутск. 22 октября 2015 года стадиону «Туймаада» присвоено имя советского спортсмена, тренера, организатора спорта Николая Николаевича Тарского (1924 — 1962 гг.) .

## История
Построен в 1996 году при финансировании Целевого фонда будущих поколений.
Уникальность якутского проекта состоит в том, что стадион стоит на сваях, вбитых в вечную мерзлоту. На строительство не скупились, и все было сделано по высшему разряду – искусственный газон, раздевалки и освещение. При таком отношении властей республики к спортивным объектам вовсе не кажется утопией проект перекрытия арены (это предполагается сделать путем возведения воздухоопорного сооружения).
До 2017 года здесь занимался и играл футбольный клуб «Якутия».
На стадионе «Туймаада» прошли 7 Международных спортивных игр «Дети Азии» (в 1996, 2000, 2004, 2008, 2012, 2016, 2024 годах).
Накануне открытия VIII Международных спортивных игр «Дети Азии», 18 июня 2024 года, стадион «Туймаада» посетил президент Российской Федерации Владимир Путин. Якутяне тепло поприветствовали главу государства, делали с ним фото, после чего он отправился оценивать стадион. Во время осмотра президенту доложили, что в регионе отремонтированы 16 спортивных объектов и 2 построены. Все они соответствуют международным стандартам.

## Технические характеристики
- Вместимость: 12 800
- Покрытие: Искусственное
- Есть беговые дорожки
- Размеры поля: 102х65 м